# 1. DOL (herrar)
1. DOL  är den högsta serien i det slovenska seriesystem för volleyboll för herrar. Vinnaren blir slovensk mästare. Som är vanligt förekommande inom volleybollen så spelas först seriespel varefter de främsta lagen gör upp om titeln genom cupspel. Då Slovenien innan självständigheten var en del av Jugoslavien var den högsta serien Prva liga. Serien består av två delserier 1A. DOL och 1B. DOL, där den första är överst. Även de bästa lag från 1B. DOL deltar dock i slutspelet. Näst högsta serie är 2. DOL.

## Resultat per år[1][2]
| Säsong                  | Podium               | Podium               | Podium               |
| Mästare                 | Andra                | Tredje               |                      |
| ----------------------- | -------------------- | -------------------- | -------------------- |
| 1991-92 mer information | OK Maribor           | -                    | -                    |
| 1992-93 mer information | OK Maribor           | -                    | -                    |
| 1993-94 mer information | OK Salonit Anhovo    | -                    | -                    |
| 1994-95 mer information | OK Salonit Anhovo    | ŠK Pomurje Deset     | OK Maribor           |
| 1995-96 mer information | OK Salonit Anhovo    | OK Maribor           | OK Olimpija          |
| 1996-97 mer information | OK Salonit Anhovo    | OK Maribor           | OK Olimpija          |
| 1997-98 mer information | OK Fužinar           | OK Salonit Anhovo    | OK Maribor           |
| 1998-99 mer information | OK Salonit Anhovo    | OK Maribor           | ŠK Pomurje Deset     |
| 1999-00 mer information | OK ACH Volley        | OK Olimpija          | OK Kamnik            |
| 2000-01 mer information | OK Kamnik            | OK ACH Volley        | ŠK Pomurje Deset     |
| 2001-02 mer information | OK Kamnik            | OK ACH Volley        | OK Maribor           |
| 2002-03 mer information | OK Kamnik            | OK Maribor           | OK Salonit Anhovo    |
| 2003-04 mer information | OK Šoštanj Topolšica | OK Kamnik            | OK Salonit Anhovo    |
| 2004-05 mer information | OK ACH Volley        | OK Šoštanj Topolšica | OK Olimpija          |
| 2005-06 mer information | OK ACH Volley        | OK Maribor           | OK Šoštanj Topolšica |
| 2006-07 mer information | OK ACH Volley        | OK Maribor           | GO Volley            |
| 2007-08 mer information | OK ACH Volley        | OK Salonit Anhovo    | OK Maribor           |
| 2008-09 mer information | OK ACH Volley        | OK Salonit Anhovo    | GO Volley            |
| 2009-10 mer information | OK ACH Volley        | OK Salonit Anhovo    | GO Volley            |
| 2010-11 mer information | OK ACH Volley        | OK Kropa             | GO Volley            |
| 2011-12 mer information | OK ACH Volley        | OK Kropa             | GO Volley            |
| 2012-13 mer information | OK ACH Volley        | OK Kamnik            | ŠK Pomurje Deset     |
| 2013-14 mer information | OK ACH Volley        | ŠK Pomurje Deset     | OK Kamnik            |
| 2014-15 mer information | OK ACH Volley        | OK Kamnik            | OK Salonit Anhovo    |
| 2015-16 mer information | OK ACH Volley        | OK Kamnik            | ŠK Pomurje Deset     |
| 2016-17 mer information | OK ACH Volley        | OK Kamnik            | Triglav Kranj        |
| 2017-18 mer information | OK ACH Volley        | OK Kamnik            | OK Salonit Anhovo    |
| 2018-19 mer information | OK ACH Volley        | OK Kamnik            | OK Salonit Anhovo    |
| 2019-20 mer information | OK ACH Volley        | OK Kamnik            | OK Maribor           |
| 2020-21 mer information | OK Maribor           | OK ACH Volley        | OK Kamnik            |
| 2021-22 mer information | OK ACH Volley        | OK Kamnik            | OK Maribor           |
| 2022-23 mer information | OK ACH Volley        | OK Kamnik            | OK Maribor           |

## Resultat per klubb
| Lag                  | Antal titlar | Säsonger |
| -------------------- | ------------ | --- |
| OK ACH Volley        | 19           | 1999-00, 2004-05, 2005-06, 2006-07, 2007-08, 2008-09, 2009-10, 2009-10, 2011-12, 2012-13, 2013-14, 2014-15, 2015-16, 2016-17, 2017-18, 2018-19, 2019-20, 2021-22, 2022-23 |
| OK Salonit Anhovo    | 5            | 1993-94, 1994-95, 1995-96, 1996-97, 1998-99 |
| OK Maribor           | 3            | 1991-92, 1992-93, 2020–21 |
| OK Kamnik            | 3            | 2000-01, 2001-02, 2002-03 |
| OK Fužinar           | 1            | 1997-98 |
| OK Šoštanj Topolšica | 1            | 2003-04 |